# Грюнов (Пренцлау)

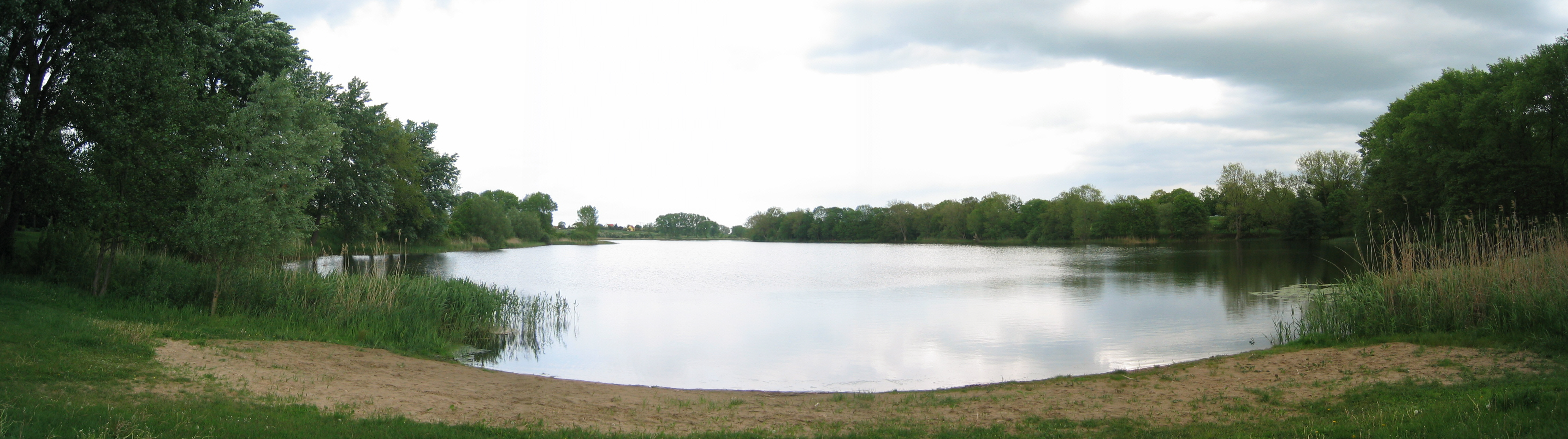
Місцеве озеро

Грюнов (Пренцлау)  (нім. Grünow (bei Prenzlau)) — громада у Німеччині, у землі Бранденбург. 
Входить до складу району Уккермарк. Підпорядковується управлінню Грамцов. Населення - 923 мешканці (на 31 грудня 2010). Площа - 34,88 км². Офіційний код  — 12 0 73 261.

## Населення
| Рік  | Населення |
| ---- | --------- |
| 2005 | 1021      |
| 2010 | 957       |